# アレックス・ペレス
アレックス・ペレス（Alex Perez、1992年3月21日 - ）は、アメリカ合衆国の男性総合格闘家。カリフォルニア州ハンフォード出身。チーム・オーヤマ所属。UFC世界フライ級ランキング8位。元TPFフライ級王者。

## 来歴
12歳からレスリングを始める。ウェストヒルズ・カレッジ・レモー時代には1年生時にカリフォルニア州大会で6位、2年生時にはオールアメリカンに選出された。
朝倉未来の弟子、近藤大耶をトレーニングパートナーとしてアメリカのファイトキャンプに何度も招待し迎い入れている

### 総合格闘技
2011年、プロ総合格闘技デビュー。Tachi Palace Fightsを主戦場とし、21戦17勝の戦績を残す。
2017年8月8日、Dana White's Contender Series 5でケビン・グレイと対戦し、アナコンダチョークで1Rテクニカル一本勝ちを収め、UFCとの契約権を獲得した。

### UFC
2017年12月9日、UFC初参戦となったUFC Fight Night: Swanson vs. Ortegaでカールス・ジョン・デ・トーマスと対戦し、アナコンダチョークで2R一本勝ち。
2018年11月30日、The Ultimate Fighter 28 Finaleでフライ級ランキング3位のジョセフ・ベナビデスと対戦し、パウンドで1RTKO負け。
2020年1月25日、UFC Fight Night: Blaydes vs. dos Santosでフライ級ランキング11位のジョーダン・エスピノーサと対戦し、肩固めで1Rテクニカル一本勝ち。パフォーマンス・オブ・ザ・ナイトを受賞した。
2020年6月6日、UFC 250でフライ級ランキング4位のジュシー・フォルミーガと対戦し、右ローキックで1RTKO勝ち。パフォーマンス・オブ・ザ・ナイトを受賞した。
2020年11月21日、UFC 255のUFC世界フライ級タイトルマッチで王者デイブソン・フィゲイレードに挑戦し、ギロチンチョークで1R一本負け。王座獲得に失敗した。
2022年7月30日、約1年8カ月ぶりの復帰戦となったUFC 277でフライ級ランキング4位のアレッシャンドリ・パントージャと対戦し、ネッククランクで1R一本負け。
2024年3月2日、UFC Fight Night: Rozenstruik vs. Gazievでフライ級ランキング8位のムハンマド・モカエフと対戦し、0-3の判定負け。
2024年4月27日、UFC on ESPN 55: Nicolau vs. Perezでフライ級ランキング5位のマテウス・ニコラウと対戦し、右フックで2RKO勝ち。パフォーマンス・オブ・ザ・ナイトを受賞した。
2024年6月14日、UFC on ESPN 58: Perez vs. Tairaでフライ級ランキング13位の平良達郎と対戦し、2Rにスタンディングバック(おたつロック)を奪われ、そのままグラウンドへ倒れ込んだ際に右膝を負傷（前十字靭帯損傷）しTKO負けとなった。

## 戦績
| 総合格闘技 戦績 | 総合格闘技 戦績 | 総合格闘技 戦績 | 総合格闘技 戦績 | 総合格闘技 戦績 | 総合格闘技 戦績 | 総合格闘技 戦績 |
| --------------- | --------------- | --------------- | --------------- | --------------- | --------------- | --------------- |
| 34 試合         | (T)KO           | 一本            | 判定            | その他          | 引き分け        | 無効試合        |
| 25 勝           | 6               | 7               | 12              | 0               | 0               | 0               |
| 9 敗            | 2               | 5               | 2               | 0               | 0               | 0               |

| 勝敗 | 対戦相手                       | 試合結果                               | 大会名                                                          | 開催年月日     |
| ×    | 平良達郎                       | 2R 2:59 TKO（右膝の負傷）              | UFC on ESPN 58: Perez vs. Taira                                 | 2024年6月15日  |
| ○    | マテウス・ニコラウ             | 2R 2:16 KO（右フック）                 | UFC on ESPN 55: Nicolau vs. Perez                               | 2024年4月27日  |
| ×    | ムハンマド・モカエフ           | 5分3R終了 判定0-3                      | UFC Fight Night: Rozenstruik vs. Gaziev                         | 2024年3月2日   |
| ×    | アレッシャンドリ・パントージャ | 1R 1:31 ネッククランク                 | UFC 277: Peña vs. Nunes 2                                       | 2022年7月30日  |
| ×    | デイブソン・フィゲイレード     | 1R 1:57 ギロチンチョーク               | UFC 255: Figueiredo vs. Perez 【UFC世界フライ級タイトルマッチ】 | 2020年11月21日 |
| ○    | ジュシー・フォルミーガ         | 1R 4:06 TKO（右ローキック）            | UFC 250: Nunes vs. Spencer                                      | 2020年6月6日   |
| ○    | ジョーダン・エスピノーサ       | 1R 2:23 肩固め                         | UFC Fight Night: Blaydes vs. dos Santos                         | 2020年1月25日  |
| ○    | マーク・デ・ラ・ロサ           | 5分3R終了 判定3-0                      | UFC on ESPN 2: Barboza vs. Gaethje                              | 2019年3月30日  |
| ×    | ジョセフ・ベナビデス           | 1R 4:21 TKO（パウンド）                | The Ultimate Fighter 28 Finale                                  | 2018年11月30日 |
| ○    | ホセ・トーレス                 | 1R 3:34 KO（スタンドパンチ連打）       | UFC 227: Dillashaw vs. Garbrandt 2                              | 2018年8月9日   |
| ○    | エリック・シェルトン           | 5分3R終了 判定3-0                      | UFC on FOX 28: Emmett vs. Stephens                              | 2018年2月24日  |
| ○    | カールス・ジョン・デ・トーマス | 2R 1:54 アナコンダチョーク             | UFC Fight Night: Swanson vs. Ortega                             | 2017年12月9日  |
| ○    | ケビン・グレイ                 | 1R 2:54 アナコンダチョーク             | Dana White's Contender Series 5                                 | 2017年8月8日   |
| ○    | タイラー・ビアレッキ           | 5分3R終了 判定3-0                      | CFFC 64                                                         | 2017年3月25日  |
| ○    | アンドリュー・ネイティヴィダド | 1R 2:27 アナコンダチョーク             | Tachi Palace Fights 30                                          | 2017年2月2日   |
| ○    | ラルフ・アコスタ               | 5分3R終了 判定2-1                      | KOTC: Warranted Aggression                                      | 2016年12月18日 |
| ○    | レイ・エリザルデ               | 5分3R終了 判定2-1                      | RFA 42                                                          | 2016年8月19日  |
| ×    | ジャレッド・パパジアン         | 1R 3:26 腕ひしぎ十字固め               | Tachi Palace Fights 27                                          | 2016年5月19日  |
| ×    | アダム・アントリン             | 1R 1:15 ギロチンチョーク               | Tachi Palace Fights 25 【TPFフライ級タイトルマッチ】            | 2015年11月19日 |
| ○    | マーティン・サンドバル         | 5分3R終了 判定3-0                      | Tachi Palace Fights 24                                          | 2015年8月6日   |
| ○    | アンソニー・フィゲロア         | 5分3R終了 判定3-0                      | Tachi Palace Fights 22 【TPFフライ級王座決定戦】                | 2015年2月5日   |
| ○    | デル・ホーキンズ               | 1R 2:23 TKO（パウンド）                | Tachi Palace Fights 19                                          | 2014年6月19日  |
| ○    | イーロイ・ガルザ               | 5分3R終了 判定3-0                      | Tachi Palace Fights 18                                          | 2014年2月6日   |
| ○    | ジェフ・カーソン               | 1R 2:23 スタンディングギロチンチョーク | Tachi Palace Fights 16                                          | 2013年8月22日  |
| ○    | ピーター・ボルティモア         | 5分3R終了 判定3-0                      | MEZ Sports: Pandemonium 8                                       | 2013年3月23日  |
| ○    | カーロス・デソト               | 1R 1:52 TKO（パウンド）                | Tachi Palace Fights 15                                          | 2012年11月15日 |
| ○    | ハビエル・ガラス               | 1R 1:37 リアネイキドチョーク           | Tachi Palace Fights 14                                          | 2012年9月7日   |
| ○    | エドガー・ディアス             | 1R 2:33 キムラロック                   | Tachi Palace Fights 12                                          | 2012年3月9日   |
| ○    | ケビン・ミチェル               | 5分3R終了 判定3-0                      | CA Fight Syndicate: Rivalry                                     | 2012年1月28日  |
| ×    | ジョン・マッカロローイ         | 5分3R終了 判定0-3                      | WFC: Bruvado Bash                                               | 2012年1月7日   |
| ×    | エドガー・ディアス             | 1R 0:43 ギロチンチョーク               | Tachi Palace Fights 11                                          | 2011年12月2日  |
| ○    | サム・スティーブンス・ミロ     | 5分3R終了 判定3-0                      | UPC Unlimited: Up & Comers 6                                    | 2011年9月10日  |
| ○    | ルベン・トルヒーヨ             | 5分3R終了 判定3-0                      | UPC Unlimited: Up & Comers 4                                    | 2011年6月24日  |
| ○    | ジーザス・カストロ             | 1R 1:56 TKO                            | Tachi Palace Fights 9                                           | 2011年5月6日   |

## 獲得タイトル
- TPFフライ級王座（2015年）

## 表彰
- UFCパフォーマンス・オブ・ザ・ナイト（3回）